# That's All
«That’s all» (en español ‘eso es todo’) es una canción del grupo británico Genesis. Es la segunda canción del álbum epónimo Genesis de 1983. Curiosamente, además de ser la segunda canción del álbum, también fue el segundo sencillo del álbum, habiendo sido el primero Mama (la primera canción del álbum).
«That’s all» es una prueba más de que la banda dejó atrás su pasado progresivo y decidió centrarse más en el pop. La canción alcanzó el #6 puesto en los rankings de Estados Unidos a principios de 1984. Luego fue publicada como sencillo, acompañada de la canción «Second Home by the Sea». En el Reino Unido, en su lugar el sencillo incluía "Taking It All Too Hard" en el lado B y llegó al puesto #16 en los rankings. Hubo también un tercer sencillo que incluía la versión en vivo de "Firth Of Fifth".
Tony Banks abre la canción tocando el riff principal en un piano eléctrio Yamaha CP-70. Los otros teclados utilizados en la canción incluyen el sintetizador Prophet-10 (de la empresa Sequential Circuits) y un Sinclavier II para el solo en la mitad de la canción. El tempo aumenta cuando Mike Rutherford toca un solo de guitarra cerca del final de la canción, y luego la misma finaliza. La melodía de este solo de guitarra tiene fuertes reminiscencias con el solo de guitarra de Steve Hackett en The Fountain Of Salmacis.

## Otros datos
- El video promocional de la canción retrata a los integrantes de la banda como personas sin techo, jugando a las cartas junto a una fogata.
- Es la primera vez que Genesis trabaja con el director Jim Yukich para realizar uno de sus videos.
- Keane hizo un cover de la canción para el canal norteamericano VH1 en 2007.

## Créditos
- Phil Collins: Batería, percusión, voz.
- Tony Banks: Teclados.
- Mike Rutherford: Guitarra, bajo.

- Datos: Q2365185